# Polyscias cutispongia
Polyscias cutispongia är en araliaväxtart som först beskrevs av Jean-Baptiste Lamarck, och fick sitt nu gällande namn av Baker. Polyscias cutispongia ingår i släktet Polyscias och familjen Araliaceae. Inga underarter finns listade.  Tidigare i släktet Gastonia som Gastonia cutispongia.